# 황제의 검신
《황제의 검신》(중국어: 剑网3番外之四海流云)은 2017년 공개된 중국의 액션 무협 영화이다. 친전이 감독을 맡았다.

## 출연진
- 진사우
- 마춘서
- 황정상
- 황천기